# Repiczky János
Repiczky János (Újbars,  1817. április 23. – Pest, 1855. március 25.) orientalista, könyvtáros, az MTA levelező tagja.

## Életpályája
Tanulmányait Korponán, Selmecen és Pozsonyban végezte, ahol elsajátította rendes tanulmányai mellett a héber, arab és török nyelvek ismeretét, sőt egyik tanára, Tamaskó a szanszkrit nyelv elemeibe is beavatta. A pozsonyi evangélikus főiskola segélyével és ajánlatával 1842-43-an a tübingeni egyetemen Georg Heinrich August Ewaldtól, a kor egyik legnagyobb orientalistájától hallgatta a szanszkrit nyelvről tartott magánelőadásokat. Minden idejét a keleti nyelvek és összes, a Keletre vonatkozó tudományosságnak, irodalomnak, föld- és néprajznak, bölcsészetnek és vallásoknak, történet- és költészetnek mélyre ható tanulmányozására szentelte. Hazatérve, bár az akadémia arab nyelvtanát kinyomtatásra érdemesítette és arab költeménye, melyet a Pyrker-képtár megnyitása alkalmából írt és nyomatott ki, feltűnést keltett, mégis kénytelen volt a fővárost elhagyni és vidéken magántanítóskodott, míg végül sikerült állást kapnia az MTA könyvtárában alkönyvtárnoki címmel.
1847-től az MTA levelező tagja. 1851-től a keleti nyelvek magántanára lett a pesti egyetemen, ahol a török, a perzsa és a szanszkrit nyelvet tanította. Ekkor elsősorban a keleti költészet izgatta, ő volt az első orientalistánk, aki az eredeti nyelvekből készített magyar műfordítást. Először az arab költészetről írt kisebb munkákat, majd 1848-ban jelentette meg Keleti órák című művét, melyből csak az első füzet látott napvilágot. Ebben az arab, perzsa és török költészetből fordított költeményeket adott közre.
Az MTA a török-magyar történeti kútfők gyűjtésével és fordításával bízta meg, külön díjazás mellett. E munkálkodása eredményei: a török-magyar-kori történetírásra vonatkozó bécsi kéziratok lajstroma; a jászberényi török levelek másai és fordítása; Naima török históriájának kivonata, melyekből a legérdekesebb részeket, például a zsitvatoroki béke történetét, Hatvan és Eger ostromát stb. fel is olvasta; Dzsáfer pasa névtelenének magyarországi emlékiratai, a Derbend-náme és Dzselalzáde kivonata, lévai török levelek, Szulejman császár naplójának a magyar hadjáratokra vonatkozó részei: egész kis török-magyar okmánytár. Kéziratban maradt Szeladeddin keleti forrásokból és középkori keresztény tudósításokból feldolgozott története. A Nagykőrösön található 300 török iratból 82-t lefordított, de ezek kiadását már nem érhette meg. Halála után négy évvel 1859-ben Szilágyi Sándor rendezte sajtó alá a nagykőrösi török oklevélanyagból készült 55 levél és 12 adóügyi irat fordítását.

## Főbb munkái
- Keleti órák. Költészeti, történeti és nyelvtudományi tekintetben. Első füzet: Párhuzam az arab, perzsa és török költészet között. Szeged, 1848.
- A perzsa és szanszkrit nyelvek párhuzamáról. A szókötés és némelly rokon szóról. Magyar Academiai Értesítő 1850. 199–206.
- Ali ibn Mohammed: Dzsáfer temesvári pasa története c. török kézirata. Magyar Academiai Értesítő 1850. 305-317.
- Gyakorlati török nyelvtan. Pest, 1851 (kőnyomat).
- Jerney János Parthiájára nyelvészeti észrevételek. In: Új Magyar Múzeum 1851–1852. 1, 235–241.
- Parthia, al-mazjár, garaboncos. In: Új Magyar Múzeum 1851– 1852.1, 720–733.
- Nagy-Kőrös város török levelei. Fordította Repiczky János, beveze¬téssel ellátva kiadta Szilágyi Sándor. Kecskemét, 1859.

## Emlékezete
Korai halála után barátja és pártfogója, Toldy Ferenc mondott felette emlékbeszédet 1855. április 23-án és rajzolta érdemeit Irodalmi arcképei és újabb beszédeiben (Pest 1856. XX. 206-214. old.).